# Glyptothorax kudremukhensis
Glyptothorax kudremukhensis är en fiskart som beskrevs av Gopi 2007. Glyptothorax kudremukhensis ingår i släktet Glyptothorax och familjen Sisoridae. IUCN kategoriserar arten globalt som akut hotad. Inga underarter finns listade i Catalogue of Life.